# Creature Commandos
Creature Commandos ist eine Action-Zeichentrickserie von Regisseur und Produzent James Gunn. Sie ist Teil des ersten Kapitels Gods and Monsters aus dem neuen DC Universe. Die erste Episode wurde am 5. Dezember 2024 auf Max veröffentlicht.

## Handlung
Amanda Waller stellt ein Black-Ops-Team aus Monstern zusammen, die Creature Commandos.

## Synchronisation
| Rollenname          | Originalsprecher |
| ------------------- | ---------------- |
| Amanda Waller       | Viola Davis      |
| G.I. Robot          | Sean Gunn        |
| Weasel              | Sean Gunn        |
| Frankensteins Braut | Indira Varma     |
| Rick Flag Sr.       | Frank Grillo     |
| Doctor Phosphorus   | Alan Tudyk       |
| Eric Frankenstein   | David Harbour    |
| Ilana Rostovic      | Maria Bakalova   |
| Nina Mazursky       | Zoë Chao         |
| John Economos       | Steve Agee       |

## Entstehungsgeschichte
Mit der Übernahme von DC Studios gab James Gunn bekannt, dass er neue Pläne für das DC-Universum hat.
Im April gab Gunn bekannt, dass die Serie 2024 veröffentlicht werden soll. Am 5. Dezember kam die Serie auf Max raus.

## Episodenliste
| Nr. (ges.) | Nr. (St.) | Deutscher Titel | Originaltitel           | Erstveröffentlichung USA | Deutschsprachige Erstausstrahlung (ja) | Regie       | Drehbuch   |
| ---------- | --------- | --------------- | ----------------------- | ------------------------ | -------------------------------------- | ----------- | ---------- |
| 1          | 1         | -               | The Collywobbles        | 5. Dez. 2024             | -                                      | Matt Peters | James Gunn |
| 2          | 2         | -               | The Tourmaline Necklace | 5. Dez. 2024             | -                                      | Sam Liu     | James Gunn |
| 3          | 3         | -               | Cheers to the Tin Man   | 12. Dez. 2024            | -                                      | Matt Peters | James Gunn |
| 4          | 4         | -               | Chasing Squirrels       | 19. Dez. 2024            | -                                      | Sam Liu     | James Gunn |
| 5          | 5         | -               | The Iron Pot            | 26. Dez. 2024            | -                                      | Matt Peters | James Gunn |
| 6          | 6         | -               | Priyatel Skelet         | 2. Jan. 2025             | -                                      | Sam Liu     | James Gunn |
| 7          | 7         | -               | A Very Funny Monster    | 9. Jan. 2025             | -                                      | Matt Peters | James Gunn |